# Zápas na Letních olympijských hrách 1996 – muži, volný styl do 48 kg
Zápas ve volném stylu ve váhové kategorii do 48 kg probíhal na Letních olympijských hrách 1996 v Atlantě v Hale E Světového kongresového centra (Georgia World Congress Center). O medaile se utkalo celkem 19 zápasníků.

## Turnajové výsledky
Aplikován je systém na jednu porážku. Zlatý a stříbrný medailista vzejdou z hlavní tabulky. Poražení jdou do oprav, vítěz oprav získá bronzovou medaili.
- KO — Kontumace z důvodu nenastoupení, zranění či diskvalifikace soupeře

### Hlavní tabulka

#### Kolo 1
|                           | Skóre  |                                    |
| ------------------------- | ------ | ---------------------------------- |
| Isaac Jacob (NGR)         | 0 - 4  | Alexis Vila (CUB)                  |
| Mynor Ramírez (GUA)       | 0 - 12 | Rob Eiter (USA)                    |
| Armen Mkrtčjan (ARM)      | 10 - 0 | José Restrepo (COL)                |
| Vitalie Railean (MDA)     | 10 - 0 | Vlado Sokolov (MKD)                |
| Gheorghe Corduneanu (ROU) | 2 - 3  | Nougzar Tskouasseli (GRE)          |
| Kim Il-ong (PRK)          | 12 - 2 | Fariborz Besarati (SWE)            |
| Vugar Orudžov (RUS)       | 4 - 6  | Viktor Efteni (UKR)                |
| Paul Ragusa (CAN)         | 1 - 7  | Luvsan-Ishiin Sergelenbaatar (MGL) |
| Vladimir Torgovkin (KGZ)  | 0 - 11 | Jung Soon-Won (KOR)                |
| Filiberto Fernández (MEX) |        | Bye                                |

#### Osmifinále
|                                    | Skóre  |                           |
| ---------------------------------- | ------ | ------------------------- |
| Filiberto Fernández (MEX)          | 0 - 11 | Alexis Vila (CUB)         |
| Rob Eiter (USA)                    | 2 - 9  | Armen Mkrtčjan (ARM)      |
| Vitalie Railean (MDA)              | 10 - 1 | Nougzar Tskouasseli (GRE) |
| Kim Il-ong (PRK)                   | 3 - 0  | Viktor Efteni (UKR)       |
| Luvsan-Ishiin Sergelenbaatar (MGL) | 1 - 3  | Jung Soon-Won (KOR)       |

#### Čtvrtfinále
|                       | Skóre |                      |
| --------------------- | ----- | -------------------- |
| Alexis Vila (CUB)     | 2 - 4 | Armen Mkrtčjan (ARM) |
| Vitalie Railean (MDA) |       | Bye                  |
| Kim Il-ong (PRK)      |       | Bye                  |
| Jung Soon-Won (KOR)   |       | Bye                  |

#### Semifinále
|                      | Skóre |                       |
| -------------------- | ----- | --------------------- |
| Armen Mkrtčjan (ARM) | 7 - 2 | Vitalie Railean (MDA) |
| Kim Il-ong (PRK)     | 3 - 1 | Jung Soon-Won (KOR)   |

#### Finále
|                      | Skóre |                  |
| -------------------- | ----- | ---------------- |
| Armen Mkrtčjan (ARM) | 4 - 5 | Kim Il-ong (PRK) |

### Opravy

#### Kolo 2
|                           | Skóre  |                         |
| ------------------------- | ------ | ----------------------- |
| Isaac Jacob (NGR)         | 3 - 0  | Mynor Ramírez (GUA)     |
| José Restrepo (COL)       | 4 - 15 | Vlado Sokolov (MKD)     |
| Gheorghe Corduneanu (ROU) | 6 - 3  | Fariborz Besarati (SWE) |
| Vugar Orudžov (RUS)       | 12 - 0 | Paul Ragusa (CAN)       |
| Vladimir Torgovkin (KGZ)  |        | Bye                     |

#### Kolo 3
|                          | Skóre  |                                    |
| ------------------------ | ------ | ---------------------------------- |
| Vladimir Torgovkin (KGZ) | KO     | Isaac Jacob (NGR)                  |
| Vlado Sokolov (MKD)      | 3 - 7  | Gheorghe Corduneanu (ROU)          |
| Vugar Orudžov (RUS)      | 10 - 0 | Filiberto Fernández (MEX)          |
| Rob Eiter (USA)          | 11 - 2 | Nougzar Tskouasseli (GRE)          |
| Viktor Efteni (UKR)      | 5 - 1  | Luvsan-Ishiin Sergelenbaatar (MGL) |

#### Kolo 4
|                     | Skóre  |                           |
| ------------------- | ------ | ------------------------- |
| Isaac Jacob (NGR)   | 6 - 7  | Gheorghe Corduneanu (ROU) |
| Vugar Orudžov (RUS) | 10 - 4 | Rob Eiter (USA)           |
| Viktor Efteni (UKR) | 0 - 8  | Alexis Vila (CUB)         |

#### Kolo 5
|                           | Skóre  |                     |
| ------------------------- | ------ | ------------------- |
| Gheorghe Corduneanu (ROU) | 0 - 10 | Vugar Orudžov (RUS) |
| Alexis Vila (CUB)         |        | Bye                 |

#### Kolo 6
|                       | Skóre  |                     |
| --------------------- | ------ | ------------------- |
| Vitalie Railean (MDA) | 0 - 10 | Alexis Vila (CUB)   |
| Vugar Orudžov (RUS)   | 5 - 1  | Jung Soon-Won (KOR) |

#### Zápas o 3. místo
|                   | Skóre |                     |
| ----------------- | ----- | ------------------- |
| Alexis Vila (CUB) | 5 - 2 | Vugar Orudžov (RUS) |

## Finálové pořadí
1. Kim Il-ong (PRK)
2. Armen Mkrtčjan (ARM)
3. Alexis Vila (CUB)
4. Vugar Orujov (RUS)
5. Jung Soon-won (KOR)
6. Vitalie Railean (MDA)
7. Gheorghe Corduneanu (ROU)
8. Rob Eiter (USA)
9. Isaac Jacob (NGR)
10. Viktor Efteni (UKR)
11. Vlatko Sokolov (MKD)
12. Luvsan-Ishiin Sergelenbaatar (MGL)
13. Nougzar Tskouasseli (GRE)
14. Fariborz Besarati (SWE)
15. José Restrepo (COL)
16. Paul Ragusa (CAN)
17. Mynor Ramírez (GUA),  Filiberto Fernández (MEX) a  Vladimir Torgovkin (KGZ)